# Adicella eurynoe
Adicella eurynoe är en nattsländeart som beskrevs av Schmid 1994. Adicella eurynoe ingår i släktet Adicella och familjen långhornssländor. Inga underarter finns listade i Catalogue of Life.